# Odeski Oddział Pograniczny NKWD
Odeski Oddział Pograniczny NKWD – jeden z oddziałów wojsk pogranicznych NKWD na terenie Ukraińskiej Socjalistycznej Republiki Radzieckiej.
Jego sztab stacjonował w Odessie.
Od grudnia 1935 do stycznia 1936 funkcję naczelnika sztabu Odeskiego Oddziału wojsk pogranicznych NKWD pełnił Siergiej Ogolcow.

## Literatura
- Heller M. (М.Я. Хеллер), Niekricz A. (А.М. Некрич): Historia Rosji 1917-1995 Utopia u władzy. 4 t. ISBN 5-87902-004-5.